# Arratzua-Ubarrundia
Arratzua-Ubarrundia (spanisch Arrazua-Ubarrundia) ist eine spanische Gemeinde in der Provinz Álava (Autonome Gemeinschaft Baskenland). Die Gemeinde entstand durch Zusammenlegung von Arratzua und Ubarrundia.
Arratzua-Ubarrundia besteht aus einem Dutzend kleiner Orte nördlich der Provinzhauptstadt Vitoria-Gasteiz. In dieser Gemeinde befinden sich der Ullíbarri-Gamboa-Staudamm und der Ullíbarri-Gamboa-Stausee, der Bilbao und Vitoria-Gasteiz mit Wasser versorgt und als Urlaubsort genutzt wird.

## Geschichte

### Namensherkunft
Arratzua-Ubarrundia wurde 1920 als durch Fusion der Gemeinden Arratzua und Ubarrundia gegründet. Ubarrundia und Arratzua werden zum ersten Mal im Jahr 1025 im Reja de San Millán als zwei der Alfoces (oder Bezirke) erwähnt, in die das mittelalterliche Álava unterteilt war. In diesem Dokument erschienen sie unter den Namen Ubarundia und Harhazua.
Die meisten Dörfer, aus denen diese Alfoces bestanden, wurden im 14. Jahrhundert den Gerichtsbarkeiten der Städte Vitoria-Gasteiz und Villarreal zugewiesen, wodurch Ubarrundia und Arratzua auf ihre neuen Dimensionen reduziert wurden. In der Neuzeit bildeten sie zwei Bruderschaften mit jeweils einem halben Dutzend Dörfern, die im 19. Jahrhundert durch liberale Verwaltungsreformen in Gemeinden umgewandelt wurden.
Etymologisch scheinen beide Toponyme aus dem Baskischen zu stammen, obwohl ihre Bedeutung nicht vollständig bekannt ist.
Koldo Mitxelena zerlegte das Toponym Ubarrundia in seinem Buch Apellidos Vascos in die zwei Elemente Ubar und Undia. Ersteres könnte eine Variante von uhar (reißendes Wasser, trübes Wasser, Strom) oder vielleicht von ibar (Au) sein, während letzteres ganz klar von Haundia (groß) zu stammen scheint. Es war üblich, den Namen als Ort mit einer Fülle von reißenden Gewässern zu übersetzen. Interessanterweise war Ubarrundia der Ort, der für den Bau des Ullíbarri-Gamboa-Stausees ausgewählt wurde.
Im Fall von Arratzua könnte das Toponym laut Mitxelena von (H)ar(ri) (Stein) + -tzu (reiches Suffix) + -a (Artikel) abgeleitet werden, was „felsiger Ort“ bedeutet. Harritza bedeutet im modernen Baskischen Geröll. Koldo Mitxelena präsentiert auch die Möglichkeiten (H)ar(ri) (Stein) + arsu (Fels) + -a (Artikel) (der Steinfels) oder (H)ar(ri) (Stein) + artsu (Dornstrauch) + -a (Artikel) (der steinerne Dornbusch). Es gibt eine auf Spanisch gleichnamige Ortschaft in Bizkaia – Arrazua de Vizcaya (baskisch und offiziell Arratzu).

### Bevölkerungsentwicklung
Die Gemeinde, die eine Fläche von 57,41 Quadratkilometern hat, hat 1.047 Einwohner (Stand: 2024) und eine Bevölkerungsdichte von 18 Einwohnern pro Quadratkilometer.
Bei der Volkszählung von 1930 erscheint Arraqzua-Ubarrundia erstmals auf, weil die Gemeinden Arrazua und Ubarrundia zusammengelegt wurden.

#### Einwohner nach Orten
Bevölkerungsaufschlüsselung gemäß dem Register des INE.
| Ort                                | Einwohner (2012) | Männlich | Weiblich |
| ---------------------------------- | ---------------- | -------- | -------- |
| Arroiabe                           | 88               | 47       | 41       |
| Arzubiaga                          | 11               | 6        | 5        |
| Betolaza                           | 27               | 15       | 12       |
| Ziriano                            | 6                | 4        | 2        |
| Durana/Dura                        | 348              | 185      | 163      |
| Landa                              | 38               | 25       | 13       |
| Luko                               | 65               | 34       | 31       |
| Mendibil                           | 51               | 29       | 22       |
| Nanclares de Gamboa/Langara Ganboa | 23               | 14       | 9        |
| Uribarri-Ganboa                    | 75               | 34       | 41       |
| Zurbano/Zurbao                     | 251              | 127      | 124      |

## Geographie
Arratzua-Ubarrundia gehört zur Comarca Cuadrilla de Gorbeialdea. Der Hauptort der Gemeinde, Durana/Dura, liegt sieben Kilometer von der Provinzhauptstadt Vitoria-Gasteiz entfernt. Die Autovía A-1 führt zwischen Kilometer 357 und 359 durch das Gemeindegebiet. Nördlich des Stausees ermöglicht die Regionalstraße A-627 die Verbindung zu Landa und Leintz-Gatzaga.
Das Relief der Gemeinde wird stark vom Fluss Zadorra bestimmt, der vom Ullíbarri-Gamboa-Stausee in Richtung Vitoria-Gasteiz fließt. Das Gebiet südlich des Stausees ist mit Höhen um 550 Meter über dem Meeresspiegel praktisch flach. Der Norden der Gemeinde ist gebirgiger und Teil der Sierra de Elgea. Die höchsten Berggipfel der Gemeinde sind der Ikuskiza (801 Meter) mit einem Aufstieg von Landa sowie die Berge, die die Grenze zur Provinz Gipuzkoa bilden und bis zu 900 Meter hoch sind. Durana liegt 541 Meter über dem Meeresspiegel in der Zadorra-Ebene.

### Nachbargemeinden
| Legutio         | Leintz-Gatzaga (Gipuzkoa)                   | Leintz-Gatzaga (Gipuzkoa) Elburgo/Burgelu |
| Zigoitia        | Kompassrose, die auf Nachbargemeinden zeigt | Elburgo/Burgelu Vitoria-Gasteiz           |
| Vitoria-Gasteiz | Vitoria-Gasteiz                             | Vitoria-Gasteiz                           |

### Gemeindegliederung
Die Gemeinde ist in folgende zehn Concejos gegliedert:
| Offizieller Name | Bevölkerung | Bevölkerung | Bevölkerung | Bevölkerung | Bevölkerung |
| Offizieller Name | 2000        | 2005        | 2010        | 2015        | 2019        |
| Arroiabe         | 61          | 70          | 80          | 89          | 82          |
| Arzubiaga        | 13          | 15          | 13          | 28          | 23          |
| San Román        | 20          | 25          | 28          | 27          | 28          |
| Ziriano          | 5           | 6           | 6           | 7           | 7           |
| Durana/Dura      | 245         | 305         | 344         | 355         | 341         |
| Landa            | 48          | 47          | 39          | 40          | 38          |
| Luko             | 64          | 50          | 62          | 61          | 62          |
| Mendibil         | 29          | 41          | 49          | 43          | 42          |
| Uribarri-Ganboa  | 70          | 60          | 55          | 62          | 71          |
| Zurbano/Zurbao   | 149         | 166         | 214         | 265         | 268         |

Es gibt einen Ort in Arratzua-Ubarrundia, der keinen Rat bildet und direkt von der Gemeinde verwaltet wird. Dies ist Nanclares de Gamboa/Langara Ganboa, das früher zur Gemeinde Gamboa/Ganboa gehörte und Ende der 1950er-Jahre von Arratzua-Ubarrundia zugeschlagen wurde, als Gamboa infolge des Baus des Ullíbarri-Gamboa-Stausees aufgelöst wurde. Der Rat von Nanclares de Gamboa erlosch 1961, als die Stadt mit nur drei Familien fast menschenleer war und sich in einer Situation der Halbverlassenheit befand. Später wurde die Stadt jedoch durch die Freizeitaktivitäten, die an den Ufern des Sumpfes stattfinden, wiederbelebt.
| Dorf                               | Bevölkerung | Bevölkerung | Bevölkerung | Bevölkerung | Bevölkerung |
| Dorf                               | 2000        | 2005        | 2010        | 2015        | 2019        |
| Nanclares de Gamboa/Langara Ganboa | 22          | 22          | 23          | 20          | 18          |

Hinweis: Die Bevölkerungsdaten wurden dem Instituto Nacional de Estadística entnommen.

### Wüstungen
- Ania, eine Exklave in der Nähe von Vitoria-Gasteiz.
- Aroma, durch den Bau des Ullíbarri-Gamboa-Staudamms geflutet
- Esavarri, durch den Bau des Ullíbarri-Gamboa-Staudamms geflutet
- Mendizábal, durch den Bau des Ullíbarri-Gamboa-Staudamms geflutet

## Wirtschaft

### Entwicklung der Finanzen
Die ausstehenden Verbindlichkeiten umfassen nur Verbindlichkeiten gegenüber Sparkassen und Banken im Zusammenhang mit Finanzkrediten, festverzinslichen Wertpapieren und Darlehen oder Krediten, die an Dritte übertragen werden; also keine gewerblichen Verbindlichkeiten.
Zwischen den Jahren 2008 bis 2014 hatte die Gemeinde keine ausstehenden Schulden.

## Politik

### Wahlergebnisse
| Politische Partei                                            | 2015                | 2015                      | 2011                | 2011                      | 2007                | 2007                      | 2003                | 2003                      | 1999                | 1999                      | 1995                | 1995                      |
| Politische Partei                                            | Prozent der Stimmen | Mitglieder im Gemeinderat | Prozent der Stimmen | Mitglieder im Gemeinderat | Prozent der Stimmen | Mitglieder im Gemeinderat | Prozent der Stimmen | Mitglieder im Gemeinderat | Prozent der Stimmen | Mitglieder im Gemeinderat | Prozent der Stimmen | Mitglieder im Gemeinderat |
| Eusko Alderdi Jeltzalea-Partido Nacionalista Vasco (EAJ-PNV) | 39,44               | 3                         | 33,52               | 3                         | 48,24               | 4                         | 57,82               | 5                         | 39,81               | 4                         | 47,43               | 4                         |
| EH Bildu / Bildu                                             | 36,25               | 3                         | 31,26               | 2                         | -                   | -                         | -                   | -                         | -                   | -                         | -                   | -                         |
| Partido Popular (PP)                                         | 12,95               | 1                         | 17,14               | 1                         | 18,75               | 1                         | 21,09               | 1                         | 18,71               | 1                         | 17,06               | 1                         |
| Partido Socialista de Euskadi-Euskadiko Ezkerra (PSE-EE)     | 6,97                | 0                         | 14,88               | 1                         | 16,41               | 1                         | 17,23               | 1                         | 16,55               | 1                         | 11,98               | 1                         |
| Eusko Abertzale Ekintza-Acción Nacionalista Vasca (EAE-ANV)  | -                   | -                         | -                   | -                         | 14,06               | 1                         | -                   | -                         | -                   | -                         | -                   | -                         |
| Unidad Alavesa (UA)                                          | -                   | -                         | -                   | -                         | -                   | -                         | 2,49                | 0                         | 5,28                | 0                         | 10,76               | 0                         |
| Euskal Herritarrok (EH)                                      | -                   | -                         | -                   | -                         | -                   | -                         | -                   | -                         | 17,51               | 1                         | -                   | -                         |
| Herri Batasuna (HB)                                          | -                   | -                         | -                   | -                         | -                   | -                         | -                   | -                         | -                   | -                         | 10,76               | 1                         |

Folgend die Bürgermeister seit 1979:
| Wahl | Bürgermeister                        | Politische Partei                                  |
| ---- | ------------------------------------ | -------------------------------------------------- |
| 1979 | Rufino Sáez de Ibarra Ruiz de Arbulo | Eusko Alderdi Jeltzalea-Partido Nacionalista Vasco |
| 1983 | Rufino Sáez de Ibarra Ruiz de Arbulo | Eusko Alderdi Jeltzalea-Partido Nacionalista Vasco |
| 1987 | Aurelio Vélez de Mendizabal          | Partido Nacionalista Vasco                         |
| 1991 | Rufino Sáez de Ibarra Ruiz de Arbulo | Eusko Alderdi Jeltzalea-Partido Nacionalista Vasco |
| 1995 | Rufino Sáez de Ibarra Ruiz de Arbulo | Eusko Alderdi Jeltzalea-Partido Nacionalista Vasco |
| 1999 | Rufino Sáez de Ibarra Ruiz de Arbulo | Eusko Alderdi Jeltzalea-Partido Nacionalista Vasco |
| 2003 | Rufino Sáez de Ibarra Ruiz de Arbulo | Eusko Alderdi Jeltzalea-Partido Nacionalista Vasco |
| 2007 | Rufino Sáez de Ibarra Ruiz de Arbulo | Eusko Alderdi Jeltzalea-Partido Nacionalista Vasco |
| 2011 | Rufino Sáez de Ibarra Ruiz de Arbulo | Eusko Alderdi Jeltzalea-Partido Nacionalista Vasco |
| 2015 | Blanca Antépara Uribe                | Eusko Alderdi Jeltzalea-Partido Nacionalista Vasco |
| 2019 | Blanca Antépara Uribe                | Eusko Alderdi Jeltzalea-Partido Nacionalista Vasco |